# Citroën Junior Team
Le Citroën Junior Team fait ses débuts en compétition lors du championnat du monde des rallyes 2009. Trois Citroën C4 WRC sont confiées aux équipages Chris Atkinson/Stéphane Prévot, Conrad Rautenbach/Daniel Barritt et Sébastien Ogier/Julien Ingrassia.

## Histoire

### Création de Citroën Junior Team
Auréolé d’un quatrième titre mondial des constructeurs, Citroën Sport a inscrit en 2009 une deuxième équipe complémentaire au Citroën Total WRT, le Citroën Junior Team. Elle vient renforcer la présence de la marque dans le championnat tout en formant un vivier de jeunes espoirs.

### 2009: L'éclosion de Sébastien Ogier
Bâti sur les fondations mises en place en 2008, le Citroën Junior Team se présente au départ de la première épreuve de la saison avec trois Citroën C4 WRC. Les équipages composés de l’Australien Chris Atkinson et du Belge Stéphane Prévot (n°7) et du Zimbabwéen Conrad Rautenbach et du Britannique Daniel Barritt (n°8) ont été choisis pour marquer des points au championnat du monde des constructeurs. Les Français Sébastien Ogier et Julien Ingrassia seront à bord de la troisième Citroën C4 WRC frappée du numéro 11.

### 2010: La première victoire du team et d'Ogier
En 2010, l'équipe connaît sa première victoire avec la première place de Sébastien Ogier au rallye du Portugal. À la suite des bons résultats de ce dernier lors du début de saison, il est décidé de l'intégrer à l'équipe-mère aux côtés de Sébastien Loeb pour les trois derniers rallyes sur terre de la saison. Il est alors remplacé par Daniel Sordo dans le Citroën Junior Team sur ces trois épreuves. Dans le cadre de sa préparation aux manches asphalte du championnat du monde, l'équipe engage ses deux pilotes au 26e rally della Lanterna, épreuve que remporte Sébastien Ogier avec 5,7 secondes d'avance sur Kimi Räikkönen, signant ainsi le premier doublé dans l'histoire du Citroën Junior Team.

## Résultats en championnat du monde des rallyes
| Saison | Voiture         | Pneumatiques | Équipages | Rallyes disputés | Victoires | Points inscrits | Classement final |
| --- | --------------- | ------------ | --- | ---------------- | --------- | --------------- | ---------------- |
| 2009 | Citroën C4 WRC  | Pirelli      | Chris Atkinson / Stéphane Prévot Evgeny Novikov / Dale Moscatt Sébastien Ogier / Julien Ingrassia Conrad Rautenbach / Daniel Barritt | 12               | 0         | 47              | 4e               |
| 2010[1] | Citroën C4 WRC  | Pirelli      | Sébastien Ogier / Julien Ingrassia Kimi Räikkönen / Kaj Lindström Daniel Sordo / Marc Martí                                          | 13               | 1         | 217             | 3e               |
| 2012 | Citroën DS3 WRC | Michelin     | Thierry Neuville / Nicolas Gilsoul                                                                                                   | 8                | 0         | 72              | 4e               |
| 1. : En 2010, le programme initial du Citroën Junior Team n'inclut pas le rallye de Nouvelle-Zélande ; toutefois, en cours de saison, il est décidé que Sébastien Ogier y participerait. L'équipe n'étant pas inscrite au championnat des constructeurs pour cette épreuve ne marque pas de point malgré la deuxième place d'Ogier. |                 |              | |                  |           |                 |                  |

## Directeur
- Benoît Nogier : depuis 2009